# Папа Климент IX
Папа Климент IX (28. јануар 1600 — 9. децембар 1669), рођен као Ђулио Роспиглиоси (Giulio Rospigliosi), био је папа од 1667. до 1669.

## Детињство и младост
Рођен је као Ђулио Роспиљози у племићкој породици из Пистоје у Великом војводству Тоскани. Био је језуитски ђак. Пошто је стекао докторат из филозофије на Универзитету у Пизи, тамо је предавао теологију. Касније је блиско сарађивао са Урбаном VIII (1623 – 1644), папом из породице Барберини када је службовао у дипломатији, између осталог као нунциј у Шпанији. Био је и викар у базицили Санта Марија мађоре у Риму.
Роспиљозију је писање ишло од руке. Писао је поезију, драме у либрета. Такође је пружао подршку Николи Пусену, наручивши од њега слику Плес музици и времену.
Током владавине папе Иноћентија X (1644 – 55), који је био непријатљски настројен према породици Барберини и онима који су им били блиски, Роспиљиози је наставио своје постављење као папски нунцио на шпанском двору. Након доласка папе Александра VII (1655 – 67), поново је био у Папиној милости. Године 1657. је постављен за кардинала и ватиканског државног секретара. Након смрти Александра VII 1667, на осамнаестодневној папској конклави, Роспиљиози је изабран за папу. Том приликом је себи одабрао име Климент IX.

## Понтификиат
Ништа значајно се није догодило за време кратке владавине Климента IX, осим привременог разрешења спора између Свете столице и прелата Галицијске цркве, који су одбили да се придруже осуди јансенијанства. Био је медијатор током успостављања Ахенског мира 1668. у ратовима за наслеђе између Француске, Шпаније, Енглеске и Холандије.
Као папа, Климент IX је наставио да се занима за уметност. Обогатио је Рим неким чувеним уметничким делима. Помало необично за папу његовог доба, Климент IX није истицао своје име на споменицима које је подизао.
Климент IX је радио на јачању млетачке одбране од Турака на Криту. Међутим, није успео да придобије ширу подршку за овај циљ. Крајем октобра 1669, Климент IX се разболео након што је примио вести да се млетачка тврђава Кандија предала Турцима. Умро је у Риму, наводно од сломљеног срца, у децембру исте године.

## Уметничка дела

### Либрета
- за Стефана Ландија: Il Sant'Alessio (1632)
- за Марка Марацолија и Виригилија Мацочија: Chi soffre, speri (1639)
- за Луиђија Росија: Il palazzo incantato (1642)